# Харауз
Харау́з (бур. Хара уһан) — село в Петровск-Забайкальском районе Забайкальского края России. Административный центр и единственный населённый пункт Хараузского сельского поселения.

## Этимология
Название села бурятского происхождения, хара уһан означает «чёрная вода».

## География
Село находится в юго-западной части Забайкальского края, на расстоянии 30 км к западу от города Петровск-Забайкальский, административного центра района.

## История
Село основано в 1780 году. Старообрядцы-семейские переселились из низовьев реки Чикой, куда ранее были переселены из западных районов Российской империи. К 1857 году староверы все ещё противились переходу в единоверческую церковь. В 1865 году в селе проживало 793 раскольника.

## Население
| 1902 | 1989 | 2002 | 2010 | 2012 | 2013 | 2014 |
| ---- | ---- | ---- | ---- | ---- | ---- | ---- |
| 1870 | ↘923 | ↗973 | ↘883 | ↘870 | ↘858 | ↘856 |
| 2015 | 2016 | 2017 | 2018 | 2019 | 2020 | 2021 |
| ↘846 | ↘835 | ↘811 | ↘802 | ↘795 | ↘779 | ↘713 |

## Улицы
| - ул. Верхняя, - ул. Заречная, - ул. Зелёная, - ул. Калининская, | - ул. Ключевая, - пер. Мостовой, - ул. Набережная, - ул. Нагорная, | - ул. Новая, - ул. Садовая, - ул. Советская, - ул. Школьная. |